# Marian Offman

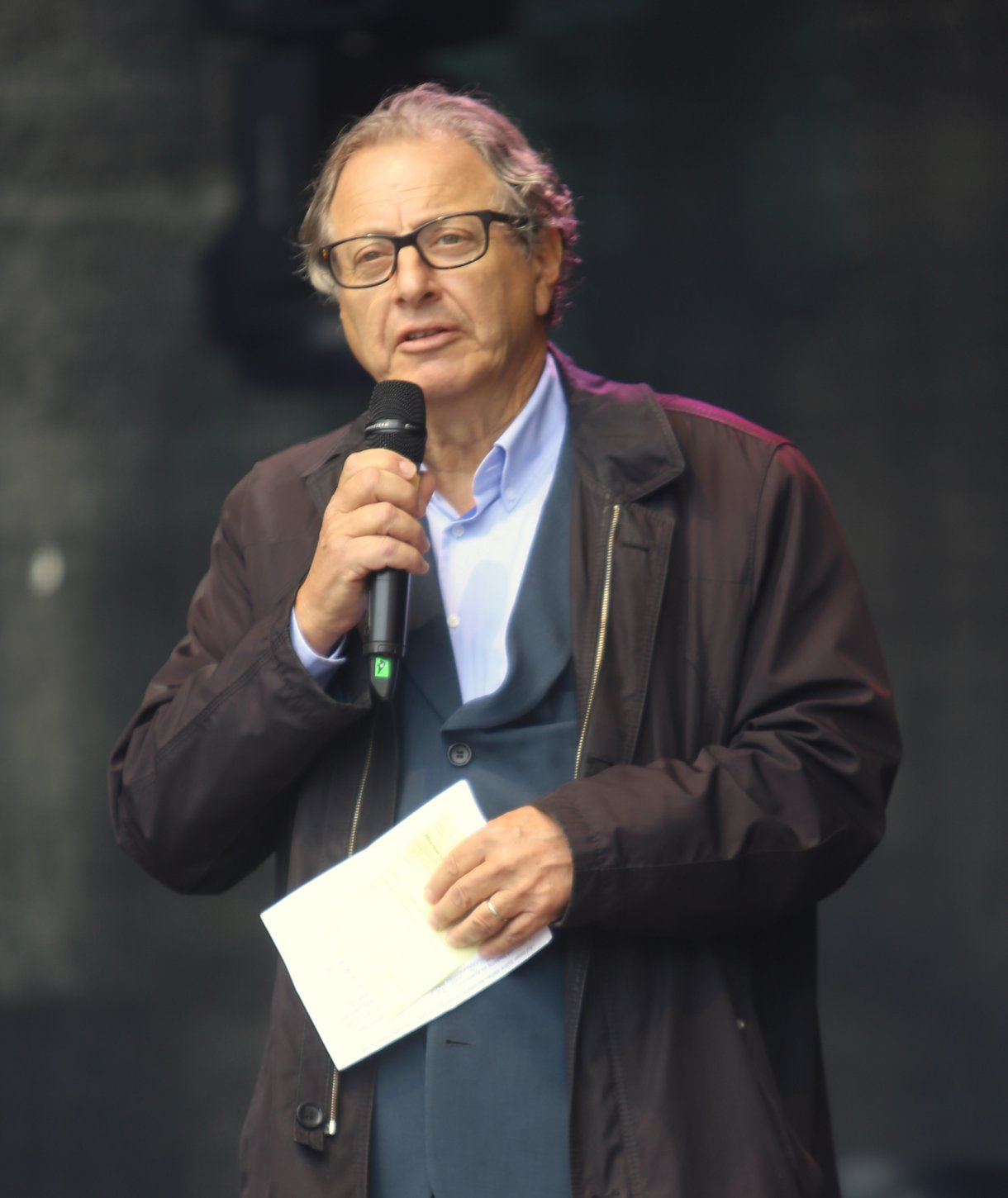
Marian Offman (2015)

Marian Offman (geboren am 15. Februar 1948 in München) ist ein deutscher Unternehmer, Autor und Kommunalpolitiker (SPD, bis 2019 CSU). Dem Münchner Stadtrat gehörte er von 2002 bis 2020 und seit Dezember 2023 erneut an. Von 2004 bis 2012 war er Vizepräsident der Israelitischen Kultusgemeinde für München und Oberbayern. 

## Leben

### Studium und Beruf
Nach dem Abitur schloss er ein Studium der Betriebswirtschaft an der Ludwig-Maximilians-Universität München als Diplom-Kaufmann ab und gründete 1983 ein Hausverwaltungsunternehmen in München, deren geschäftsführender Gesellschafter er ist. Auf Sat.1 moderiert er die Sendung „Jüdisches Leben“.

### Politisches Engagement
Offman wurde bei den Kommunalwahlen in Bayern 2002 für die CSU in den Münchner Stadtrat gewählt. Zeitweise war er auch Pressesprecher der Münchner CSU. Sein Engagement als Jude für eine christliche Partei erklärte er mit den gemeinsamen Werten beider Religionen und damit, dass sich die CSU in Fragen der Religionsfreiheit (z. B. in der Beschneidungsdebatte) stets glaubwürdig für die Belange der jüdischen Minderheit in Deutschland eingesetzt hat.
In seiner Stadtratsarbeit setzte er sich bezahlbares und familiengerechtes Wohnen, zusätzliche Kindergärten, Erhalt des sozialen Gleichgewichts, Respekt für Ältere, Erhalt Münchens als Kulturmetropole und ein klares Nein zu Rechtspopulismus und Rassismus als Ziele. Er war Mitglied im Kinder- und Jugendhilfe-, Kultur-, Planungs- und Sozialausschuss sowie Sozial- und energiepolitischer Sprecher seiner Fraktion.
Seit 2006 trat Offman für transparentere Verbraucherabrechnungen der Münchner Stadtwerke ein und stellte dafür 2010 auf eigene Kosten eine interaktive Webseite zur Dokumentation von Abrechnungsfehlern ins Internet, womit er zum Anwalt für die betroffenen Kunden wurde.
Offman bezog wiederholt öffentlich Stellung gegen die islamophobe Hetze des aus der CSU ausgetretenen Rechtspopulisten Michael Stürzenberger und dessen Kleinpartei „Die Freiheit“. Er engagiert sich auch im interreligiösen Dialog und bei der Integration von Muslimen.
2012 trat er für ein Verbot der mit einem Sitz im Münchner Stadtrat vertretenen, rechtsextremen Bürgerinitiative Ausländerstopp ein.
Von 2004 bis 2012 war er Vizepräsident der Israelitischen Kultusgemeinde für München und Oberbayern (IKG) und gehört deren Vorstand immer noch an.
Im Münchner Konflikt um Stolpersteine für NS-Opfer positionierte er sich zwar auf Seiten derer, die wie die IKG-Präsidentin Charlotte Knobloch das Projekt als Respektlosigkeit gegenüber den Opfern kritisierten, machte aber zugleich einen Vermittlungsvorschlag, der eine bisher in München verbotene Verlegung von Stolpersteinen auch auf öffentlichem Grund ermöglicht hätte.
Angesichts der Flüchtlingskrise in Europa ab 2015 setzte er sich, nicht zuletzt aufgrund der Fluchterfahrungen in seiner jüdischen Herkunftsfamilie, für die Migrationspolitik der Bundesregierung unter Angela Merkel ein und kritisierte gegenüber dem Guardian die britische Regierung dafür, dass sie in dieser Frage mit der liberalen Tradition Großbritanniens breche.
2017 brachte Offman für die CSU-Fraktion deren gemeinsamen Antrag mit der SPD-Fraktion in den Stadtrat ein, die Vergabe von öffentlichen Veranstaltungsräumen an die als antisemitisch eingestufte Kampagne Boycott, Divestment and Sanctions (BDS) zu verbieten. Wegen einer Veranstaltung mit BDS-Bezug im Eine-Welt-Haus trat Offmann Ende Juli 2017 aus dem Beirat des Hauses aus.
Im Sommer 2019 wechselte Offman, der sich neben seinem antifaschistischen Engagement auch einen Ruf als versierter Kultur- und Sozialpolitiker erworben hatte, von der CSU zur SPD. Die CSU hatte ihn bei der Listenaufstellung zur Kommunalwahl 2020 nicht berücksichtigt. Seiner Darstellung gemäß habe ihm seine bisherige Partei nicht mehr ermöglichen wollen, sich weiter gegen Nazis und für Flüchtlinge einzusetzen. Für die Kommunalwahl 2020 stellte ihn die SPD als Stadtratskandidaten auf. Er erreichte jedoch kein Stadtratsmandat, sondern nur eine Nachrückerposition.
Im Februar 2020 sollte Offman bei der Internationalen Münchner Friedenskonferenz ein Grußwort der Landeshauptstadt München in Vertretung für Oberbürgermeister Dieter Reiter sprechen. Er wurde jedoch im Dezember 2019 von der Konferenz ausgeladen, da diese sich an seiner Haltung gegenüber der BDS-Kampagne störte. Die Entscheidung der Konferenz wurde unter anderem von deutschen und internationalen Medien sowie vom bayerischen Antisemitismus-Beauftragten Ludwig Spaenle als antisemitisch kritisiert. Die Veranstalter sagten infolge der Kontroverse die Konferenz gänzlich ab. Aufgrund seines Engagements gegen Antisemitismus und Rassismus wird Offman auch aus dem rechten Lager angefeindet: So wurde er zusammen mit 18 anderen jüdischen Münchnern auf der antisemitischen Hetzseite „Judas Watch“ an den Pranger gestellt und quasi „zum Abschuss freigegeben“.
Der rechtsextreme Politiker Karl Richter (Bürgerinitiative Ausländerstopp) diffamierte Offman im Wahlkampf 2020 mit einer antisemitischen Karikatur. Während das Amtsgericht München hier den Tatbestand der Beleidigung für erfüllt ansah und Richter zu einer Geldstrafe verurteilte, sah das Landgericht München I die Zeichnung als durch die Meinungsfreiheit gedeckt und hob das Urteil auf. Der Freispruch wurde jedoch vom Bayerischen Obersten Landesgericht im Revisionsverfahren wieder kassiert und die Sache zurück an das Landgericht verwiesen.
Auf Vorschlag der Fraktion von SPD und Volt im Münchner Stadtrat, unterstützt von den Grünen, wurde Offmann 2021 die ehrenamtliche Aufgabe des ersten Beauftragten Münchens für interreligiösen Dialog übertragen. In seiner Rede zum Gedenken an die Opfer des rechtsextremen Anschlags in München 2016 sagte er, dass alle zusammenhalten müssten: Muslime, Juden und Christen. „Nur wenn jeder für jeden aufsteht, können wir verhindern, dass so etwas wieder passiert.“ Er selbst habe den Großteil seiner Familie im Holocaust verloren.
Im Dezember 2023 rückte Offman dann wieder in den Münchner Stadtrat als Nachfolger eines ausgeschiedenen SPD-Mitgliedes nach.

### Autor
2022 veröffentlichte er den in weiten Teilen autobiographischen Roman Mandelbaum im Volk Verlag. Der jüdische Erzähler ist Stadtrat in München und gerät bei einer Nazi-Kundgebung in eine körperliche Auseinandersetzung. Weil er einen Gegner lebensgefährlich verletzt, wird er von der Polizei in Gewahrsam genommen und erinnert sich über Nacht in seiner Gefängniszelle an sein Leben und überlegt, ob eine jüdische Existenz in Deutschland möglich ist. Im Frühjahr 2023 folgte Jakov der Municher – Eine Roadstory im Mittelalter.

### Privates
Offman ist verheiratet und hat zwei erwachsene Kinder.

## Auszeichnungen
- 2014 Medaille München leuchtet in Gold für 12-jährige Mitgliedschaft im Stadtrat[32]